# Niederurnen
Niederurnen – miejscowość w gminie Glarus Nord w Szwajcarii, w kantonie Glarus. Liczba mieszkańców według danych z 31 grudnia 2021 wynosiła 4243 osoby. Do 31 grudnia 2010 samodzielna gmina.